# Heinz Leuzinger
Heinz Leuzinger (* 25. März 1940 in Glarus; † 13. Oktober 2007) war ein Schweizer Bergsteiger, Bergführer und Bergmaler.

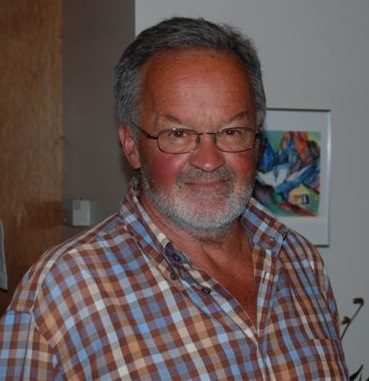
Heinz Leuzinger

## Leben
Heinz Leuzinger wuchs in Glarus auf, er lernte Bäcker-Konditor. Ende der Fünfzigerjahre des letzten Jahrhunderts gehörte er zu den «Jungen Wilden» der Glarner Kletterszene und war Mitglied im Kletterclub Alpstein. Als Extremkletterer gelangen ihm schwierige Routen in der Ost- und Zentralschweiz und in den Dolomiten sowie einige der grossen Nordwände der Alpen. Mit einer Gruppe von Glarner Bergsteigern gelang ihm im Januar 1969 die erste Winterbegehung des Röti-Couloirs in der Nordostwand des Tödi.
Nach dem Bergführerdiplom wurde er Instruktor an der Gebirgskampfschule Andermatt. In dieser Funktion entwickelte er sich zum Experten für Bergrettung, Lawinenkunde und Wetterkunde. Als Strahler verfügte er über eine grosse Sammlung von Kristallen, als Gleitschirmflieger gehörte er zu den Pionieren.
Im Alter von 45 Jahren begann er zu malen, entwickelte sich zu einem bekannten Bergmaler und wurde Mitglied der Gilde Schweizer Bergmaler. Sein Lebenswerk umfasst eine grosse Zahl von Aquarellen, Bleistift- und Tuschezeichnungen. Sein besonderes Markenzeichen sind grossformatige Acrylbilder vieler Berge und Bergansichten der Schweiz.

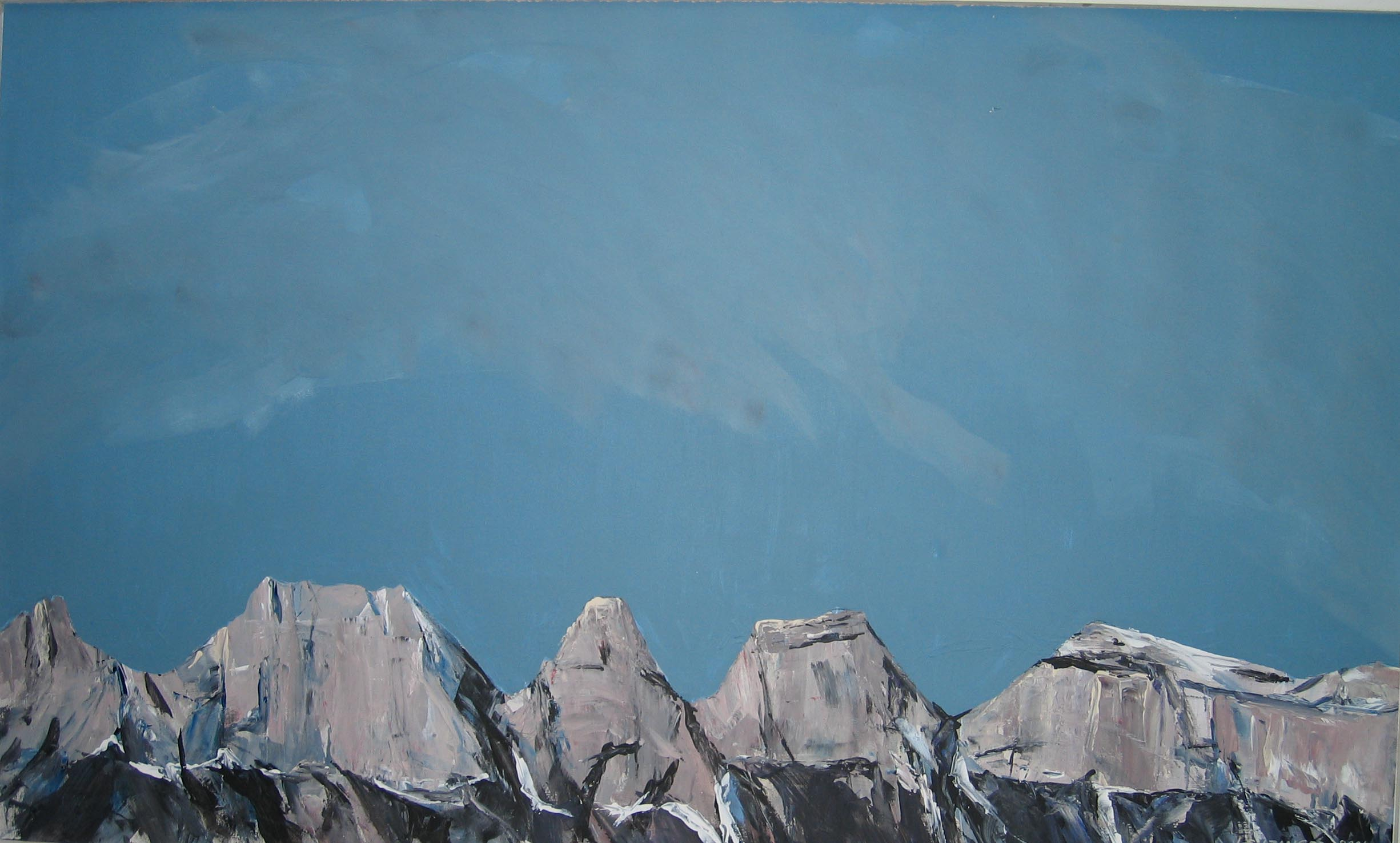
Churfirsten, Acryl, 89x144, 2005

Im Auftrag der Armee redigierte und illustrierte er zwei Bildbände.